# Jan Nepomucen Potocki (1867–1942)
Jan Nepomucen Potocki (29. dubna 1867 Oleszyce – 13. března 1942 Rymanów-Zdrój) byl rakouský šlechtic a politik polské národnosti z Haliče, na přelomu 19. a 20. století poslanec Říšské rady.

## Biografie
Byl šlechtického původu. V letech 1913–1914 zasedal jako poslanec Haličského zemského sněmu.
Byl také poslancem Říšské rady (celostátního parlamentu Předlitavska), kam usedl v doplňovacích volbách do Říšské rady roku 1899 za kurii venkovských obcí v Haliči, obvod Sanok, Brzezow atd. Nastoupil 7. července 1899 místo Józefa Wiktora z Wiatrowic. Mandát obhájil ve volbách do Říšské rady roku 1901. V rejstříku poslanců v období 1897–1901 se uvádí jako hrabě Johann Potocki, statkář, bytem Rymanów-Zdrój.
Ve volbách roku 1901 je uváděn jako oficiální polský kandidát, tedy kandidát parlamentního Polského klubu.